# Come Sail Away
Come Sail Away è una canzone del gruppo musicale statunitense Styx, estratta come singolo dall'album The Grand Illusion nel 1977.
Fu il secondo singolo del gruppo capace di raggiungere la top 10 della Billboard Hot 100, dopo Lady nel 1975.

## Tracce
1. Come Sail Away – 3:10
2. Put Me On – 4:58

## Nella cultura di massa
- La canzone appare nelle serie televisive E.R. - Medici in prima linea, South Park, Freaks and Geeks, Generation Kill, Glee, Community, Modern Family, Fish Hooks - Vita da pesci, The Goldbergs, Mozart in the Jungle e Morte e altri dettagli.
- Patty Pravo ne ha inciso una versione in lingua italiana, col titolo Dai sali su, per il suo album Miss Italia (1978).